# Pfarrhaus (Hafenhofen)

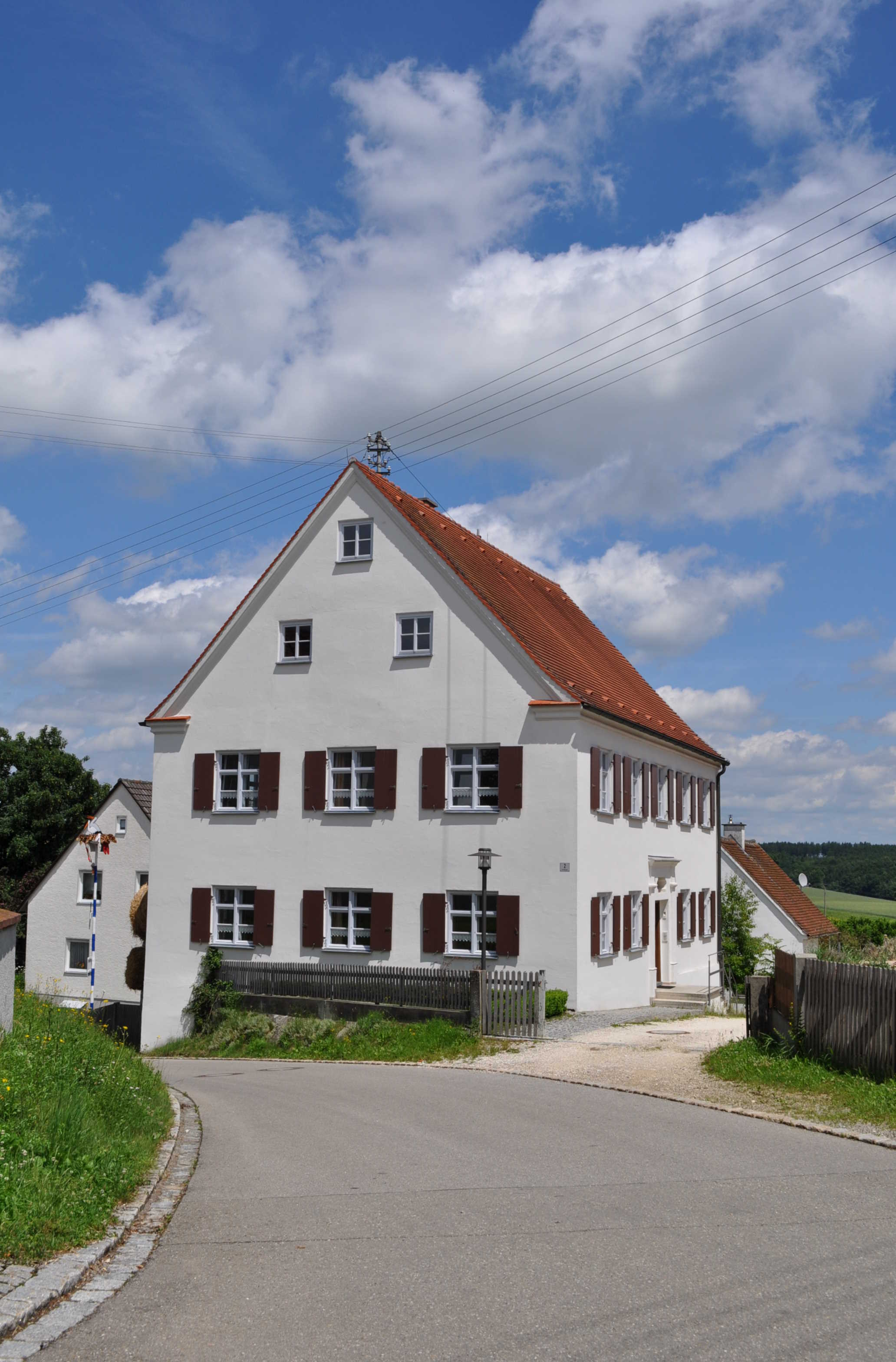
Pfarrhaus in Hafenhofen

Das Pfarrhaus in Hafenhofen, einem Gemeindeteil von Haldenwang im Landkreis Günzburg im bayerischen Regierungsbezirk Schwaben, wurde 1736 errichtet. Das barocke Pfarrhaus an der Kirchbergstraße 65, gegenüber der Pfarrkirche St. Peter und Paul, ist ein geschütztes Baudenkmal.

## Beschreibung
Das Pfarrhaus wurde vom Grundherrn Anton Ernst von Fugger-Glött an der Stelle eines Vorgängerbaus errichtet. Der zweigeschossige Satteldachbau besitzt drei zu fünf Fensterachsen. An der Traufseite befindet sich das pilastergerahmte Portal mit querliegendem Oberlicht. Der Keller hat ein Tonnengewölbe mit Lichtschächten. In den Jahren 1999 und 2000 erfolgte eine umfassende Renovierung des Gebäudes.
Aus der Erbauungszeit haben sich barocke Zweifeldertüren mit ziselierten Bockshornbändern, Stuckgesimse sowie einfache Stuckdecken erhalten. Besonders qualitätsvoll ist das Geländer der Treppe mit Flachbalustern.